# VBulletin
vBulletin (aussi connu sous le nom de vB) est un logiciel de forum de discussions (ou de support de communauté) commercial développé par Jelsoft Entreprises Ltd. Écrit en PHP et utilisant la base de données MySQL, il est comparable aux autres systèmes de forums tels que Invision Power Board, phpBB ou encore Simple Machines Forum.

## Historique
En 1998, James Limm et John Percival tiennent un site qui utilise le forum UBB classic de chez Infopop sur http://www.vbforums.com/. Comme leur site grandissait, ils se sont aperçus que le logiciel, écrit en Perl et utilisant une base de données en simple fichier (flat-file), ne pourrait pas supporter un nombre grandissant d'utilisateurs. En février 2000, ils ont décidé qu'il serait préférable d'écrire leur propre logiciel car aucun des deux n'était familier avec le code de UBB classic et donc incapable de l'améliorer. Initialement, ils ont écrit un clone de UBB, mais écrit en PHP utilisant MySQL, à dessein de l'utiliser uniquement pour leur forum. Cependant, quelques mois plus tard, d'autres utilisateurs de UBB se sont montrés intéressés par cette solution. Les deux auteurs ont alors proposé de vendre leur logiciel à Infopop, qui a refusé. Et comme la demande pour leur logiciel ne faiblissait pas, Limm et Percival ont créé Jelsoft et ont distribué leur travail contre de l'argent, ce qui devenait vBulletin 1.
Après quelques mises à jour mineures de leur forum, les deux hommes décident de commencer à travailler sur une nouvelle version qui est plus qu'une réécriture d'UBB : ils souhaitaient faire de leur forum une solution compétitive. Réécrivant le forum en entier, ils ont commencé à développer vBulletin 2. Peu de temps après, Limm devient directeur financier et Percival le chef de projet. Pour les aider dans leur projet, deux nouveaux développeurs, Freddie Bingham et Mike Sullivan, ont été appelés pour aider à finir vBulletin 2. Kier Darby a été appelé durant la phase bêta de vBulletin 2 pour les futurs développements. La sortie de vBulletin 2 s'est avérée très réussie et c'est ce qui a rendu vBulletin populaire.
En décembre 2002, le développement de vBulletin 3 a commencé. Percival décide d'arrêter d'être chef de projet et délègue ses fonctions à Kier Darby. Le développement de vBulletin 3 a été long - près de 2 ans - car cette évolution, qui devait n'être qu'une simple amélioration de vBulletin 2, fut une réécriture totale du forum. Cependant, la version 3 fut disponible en mars 2004. En 2005, vBulletin 3.5 fut disponible, corrigeant quelques imperfections de la version 3.0. vBulletin 3.6 est disponible depuis août 2006. La version actuelle est la 5, Cette version apporte des corrections et de nouvelles fonctions.

## Versions
Depuis la sortie initiale de vBulletin en 2000, il y a eu plusieurs améliorations du logiciel. Ci-dessous se trouve une liste des révisions majeures et les améliorations effectuées depuis les précédentes versions.

### v4.0
Cette version ajoute une page d'accueil avec une multitude d'options supplémentaires.

### v3.8
Version corrigeant de nombreux bugs.

### v3.7
Simple révision et correction de bug relatif à la version précédente.

### v3.6
vBulletin 3.6 ajoute un nombre majeur de fonctionnalités depuis la version 3.5. L'équipe de développement de vBulletin a dévoilé une liste de nouvelles fonctionnalités étalée sur plusieurs jours (fonctionnalités dévoilées quotidiennement). vBulletin 3.6 est enfin en phase dite Gold et est disponible pour tous les membres licenciés. Il ajoute un grand nombre de fonctionnalités demandées, un grand nombre de fonctionnalités utilisant la technologie AJAX, optimisation des performances, etc.
Les fonctionnalités majeures qui ont été ajoutées sont la multi-citation, le système d'infraction, le robot de message RSS et le support des Podcasts. Un grand nombre de petites fonctionnalités ont été ajoutées aussi.
Pour plus de détails (et une liste complète avec captures d'écrans), veuillez lire la discussion originale.
- vBulletin 3.6.0 Beta 1 fut disponible le 7 juin 2006.

- vBulletin 3.6.0 Beta 2 fut disponible le 13 juin 2006.

- vBulletin 3.6.0 Beta 3 fut disponible le 21 juin 2006.

- vBulletin 3.6.0 Beta 4 fut disponible le 4 juillet 2006.

- vBulletin 3.6.0 Release Candidate 1 fut disponible le 10 juillet 2006.

- vBulletin 3.6.0 Release Candidate 2 fut disponible le 17 juillet 2006.

- vBulletin 3.6.0 fut disponible le 3 août 2006.

- vBulletin 3.6.6 fut disponible le 11 mai 2007.

- vBulletin 3.6.7 PL1 fut disponible le 16 mai 2007.

- vBulletin 3.6.8 fut disponible le 26 juillet 2007.

- vBulletin 3.6.8 PL1 fut disponible le 17 octobre 2007.

- vBulletin 3.6.8 PL2 fut disponible le 5 novembre 2007.

- vBulletin 3.6.9 fut disponible le 31 mars 2008.

### v3.5
vBulletin 3.5 corrige certaines imperfections de vBulletin 3.0. Voici une liste de ces changements :
- Un système de modules qui permet de modifier le logiciel sans modifier les fichiers. Ceci permet à l'administrateur de conserver ses modifications (appelés « hacks » dans la Communauté vBulletin) et évite de remodifier les fichiers du logiciel lors des mises à jour.
- Possibilité de modifier les titres de discussion et les messages avec la technologie AJAX (Asynchronous Javascript and XML).
- Ajout de la modération intégrée, permettant aux modérateurs de gérer les discussions et messages sur leur forum sans avoir à effectuer certaines étapes intermédiaires.
- Un système d'interface (appelés « data managers », gestionnaire de données) pour faciliter l'intégration de logiciel extérieur.
- Historique des templates avec un système de comparaison permettant aux administrateurs de réviser les templates lors de mises à jour.
- Connexion MySQLi intégrée pour MySQL 4.1 et supérieur.
- Ajout d'un système pour marquer les forums comme lus dans la base de données. Les anciennes versions de vBulletin étaient fondées sur une variable stockée dans la base de données, mais également un cookie, pour stocker les informations des forums lues ou non par l'utilisateur. Cependant, cette information était volatile et n'était pas gardé en mémoire ; de plus, si vous étiez inactif plus de 15 minutes (certains forums n'avaient pas la cette valeur, 15 minutes était la valeur par défaut), cette information était perdue.

### v3.0
À l'origine, vBulletin 3.0 devait étendre vBulletin 2 en optimisant les performances et l'expérience utilisateur. Cependant, au fil du temps, il en a été une réécriture totale. Certains des avantages par rapport à vBulletin 2 sont :
- Les templates et styles utilisent les langages XHTML et CSS.
- Support multi-langue.
- Un éditeur WYSIWYG pour que les utilisateurs envoient des messages.
- Les abonnements payants qui permet aux administrateurs de rendre payant certaines parties de leur forum.
- De multiples possibilités d'affichage des discussions : linéaire (un système plat), arborescent (affichage de l'arborescence entière de la discussion) et hybride (une combinaison des 2 modes précédents).

### v2.x
vBulletin 2 n'est plus sous développement actif, excepté pour les failles de sécurité critiques. Quand cette version était disponible, il y avait d'énormes nouvelles fonctionnalités par rapport à vBulletin 1 :
- La messagerie privée permet aux utilisateurs de communiquer en privé.
- Les sondages peuvent être créées avec les discussions.
- Forums avec une profondeur illimitée. Ceci permet d'avoir des forums enfants de forums parents sans contrainte.
- L'utilisation d'avatars.
- Un tableau de bord utilisateur lui permettant de contrôler certaines options du forum.
- un jour, une nuit...

### v1.x et vBulletin Lite
Le développement de vBulletin 1 n'est plus actif ; il n'est plus supporté.
vBulletin 1 fut la version initiale de vBulletin, possédant les mêmes fonctions qu'UBB classic. Le logiciel était très populaire car il a été l'un des premiers systèmes écrit en PHP et MySQL et qui avait les fonctionnalités d'UBB.
vBulletin Lite était une version dégradée de la série 1.x qui donnait la possibilité aux acheteurs potentiels de tester leurs serveurs pour vérifier la compatibilité avec vBulletin. Ce produit a été arrêté après vBulletin 2 car il possédait plusieurs failles de sécurité et il était dépassé, et Jelsoft ne souhaitait pas dépenser des ressources dans la maintenance d'un produit non commercial.

## Anecdotes
- Le nom Jelsoft est dérivé des initiales de James E. Limm et de software.
- Les développeurs (et les membres de vBulletin) se réfèrent de temps à autre à l'endroit où a lieu le développement de vBulletin en tant que « Ninja Development Server ».